# Auguste Bouchard
Pour les articles homonymes, voir Bouchard.
Auguste Bouchard (29 décembre 1785, Vémars - 19 octobre 1872), est un militaire et homme politique français.

## Biographie
Fils de Claude Benoît Bouchard, lauréat de la Société royale d'agriculture, procureur fiscal puis maire de Vémars, maître de la poste aux chevaux et capitaine des chasses de S.A. le prince Joseph Bonaparte à Mortefontaine (Oise), et de Marguerite Dominique Duchesne.  
Il entra à l'École polytechnique et appartenu à l'armée comme officier. Retraité, il s'adonna à l'agriculture, devint maire de Vémars et conseiller général de Seine-et-Oise, puis fut élu le 7 février 1833, député par le 7e collège de son département (Pontoise), face au général Darriule. Il s'agissait de remplacer Charles de Lameth, décédé. 
Auguste Bouchard fut réélu le 21 juin 1834 et le 4 novembre 1837. Conservateur, il vota régulièrement avec la majorité ministérielle, notamment dans la session 1838-39, pour l'adresse amendée favorablement au ministère Molé.
Il épousa en premières noces sa cousine, Hortense Joséphine Bouchard, fille de Charles Bouchard des Carneaux et de Hortense Charbonnier, le 22 mai 1815 à Vémars, puis Élisa Adrienne Noël, fille de Jacques Étienne Noël et d'Adrienne Madeleine Marie Saint-Pierre, le 25 avril 1829 à Paris.

## Sources
- « Auguste Bouchard », dans Adolphe Robert et Gaston Cougny, Dictionnaire des parlementaires français, Edgar Bourloton, 1889-1891 [détail de l’édition].